# تشارلز أوكونكو
تشارلز أوكونكو (بالإنجليزية: Charles Okonkwo) هو لاعب كرة قدم نيجيري، ولد في 21 سبتمبر 1965 في إنوغو في نيجيريا. شارك مع منتخب نيجيريا لكرة القدم. أما مع النوادي، فقد لعب مع إينوغو رينجرز ونادي أومونيا.